# Уралэлектро
Акционерное общество «Медного́рский электротехнический завод „Уралэлектро“» (АО «МЭЗ „Уралэлектро“») — предприятие машиностроения в городе Медногорске Оренбургской области (Россия). Член Торгово-промышленной палаты Оренбургской области.
За историю своего существования предприятие несколько раз меняло своё название: с 1941 года это был завод № 314, с 1950 года — завод № 170, с 1954 года — «Уралэлектромотор», с 1990 года — Арендное предприятие «Уралэлектро», с 1992 года — акционерное общество закрытого типа (АОЗТ) «Уралэлектро», с 1995 года — открытое акционерное общество (ОАО) «Уралэлектро». В апреле 2006 года предприятие ОАО «Уралэлектро» вошло в состав Концерна «РТИ Системы», с 7 июля 2020 года — акционерное общество "Медногорский электротехнический завод «Уралэлектро» (АО "МЭЗ «Уралэлектро»).

## История завода
В августе-сентябре 1941 года ГКО принял решение организовать в Медногорске оружейный завод, который изначально получил номер 621 в Наркомате вооружения. 10 октября 1941 года в Медногорск железнодорожным эшелоном прибыла первая партия эвакуированных из Тулы — 546 человек с семьями и оборудованием Тульского оружейного завода, тогда имевшего номер 314 и сохранившего его после эвакуации и слияния с заводом № 621. В общей сложности в Медногорск было эвакуировано несколько тысяч человек и 22 цеха предприятия, которые разместили в шести недостроенных корпусах брикетной фабрики и в автогараже Медно-серного завода. Уже в конце ноября выпуск такого нужного фронту оружия начался. За годы войны было произведено более 626 тысяч винтовок Токарева и более 16 тысяч 20-мм пушек ШВАК.
После окончания Великой Отечественной войны производство было переведено на выпуск мирной продукции — изначально (с августа 1945) охотничьих ружей. В октябре 1945 завод был передан в Наркомат электропромышленности, а все «оружейное» имущество было передано на другие предприятия. В январе 1946 часть недвижимости и фондов были возвращены медно-серному заводу, параллельно разворачивался выпуск электродвигателей и электроаппаратуры (тепловых реле, магнитных пускателей, кнопочных постов управления).
С 1946 по 1957-й — годы становления завода. Чтобы сохранить квалифицированные кадры, помимо производства охотничьих ружей изготавливали и запчасти к сельскохозяйственной технике. Новый профиль производства потребовал создания на заводе новых участков и цехов. Было освоено производство из пластмасс, расширено производство холодной штамповки и пр. В 1953 году планировался выпуск небольшой партии корпусов противотранспортных мин. С 1954 года налажен массовый выпуск бытового универсального пылесоса «Уралец».
В шестидесятые-семидесятые годы завод перешел на автоматизированное производство. Был взят курс на повышение качества продукции за счет внедрения новых изделий.

## Директора предприятия (годы руководства)
- Томилин Алексей Алексеевич (1941—1942)[6]
- Кузьмичев Александр Степанович (1942—1943)[6]
- Руднев Константин Николаевич (1943—1946)[7]
- Штырин Анатолий Николаевич (1947—1957)[8]

- Булат Михаил Петрович (1957—1964)[9]
- Скляр Самуил Лазаревич (1964—1970)[10]
- Смиренский Василий Николаевич (1970—1978)[11]
- Мосин Владимир Ильич (1978—1987)[12]
- Туальбаев Абдульбар Абзалович (1978—1994)[13]
- Киселёв Владимир Викторович (1995—2005)[14]
- Кашковал Григорий Анатольевич (2003—2005)[15]
- Денисов Виктор Иванович (2006—2010)[16]
- Бритвина Нина Евгеньевна (2010—2019)[17]
- Савицкий Вадим Леонидович (2019 — 2023)
- Маркелов Константин Юрьевич (2023 - настоящее время)

## Продукция компании
- пускатели, контакторы
- промышленные насосы
- промышленные вентиляторы
- электродвигатели для привода редукторов
- силовые контакторы и реле
- электродвигатели взрывозащищенного исполнения
- электродвигатели (в том числе с приемкой представителя заказчика (ПЗ))
- управляемый электропривод
- энергоэффективные высокомоментные электродвигатели АДЭМ
- электродвигатели для АЭС
- электродвигатели 2АДМФ 63 — 2АДМФ 132 для комплектных электроприводов и привода другого оборудования кораблей и судов речного и морского флота с неограниченным районом плавания
- червячные мотор-редукторы и редукторы 8Ч
- плазменные комплексы
- линейные синхронные серводвигатели
- многокоординатные системы позиционирования